# روجيه إتتشيغاريه
روجيه إشيغاريه (بالفرنسية: Roger Etchegaray)‏ (و. 1922 – م) هو دبلوماسي، وكهنوتي فرنسي .
تولى منصب رئيس أساقفة (–1998-06-24)، وكاردينال، وأسقف.

## التعليم
تعلم في الجامعة الغريغورية الحبرية.

## روابط خارجية
- روجيه إتتشيغاريه على موقع مونزينجر (الألمانية)